# Курченко Володимир Сергійович
Володи́мир Сергі́йович Ку́рченко (1999—2022) — солдат Національної гвардії України, учасник російсько-української війни, який загинув під час російського вторгнення в Україну.

## Життєпис
Народився 27 січня 1999 року в м. Черкаси. Навчався і закінчив Черкаську спеціалізовану школу № 3. Потім навчався в Черкаському ПТУ № 21. Мав професію кухаря і працював сушеїстом.
Улітку 2019 року призвався до лав Збройних Сил України. Потрапив у Національну гвардію, у військову частину м. Маріуполь. Після року військової служби уклав контракт і служив у роті РМТЗ водієм. Одночасно вступив до Черкаського державного технологічного університету на факультет автомобілебудування.
Під час російського вторгнення в Україну в 2022 році був водієм автомобільного взводу роти матеріально-технічного забезпечення окремого полку спеціального призначення «Азов». Захищаючи м. Маріуполь, потрапив на «Азовсталь». 3 травня 2022 року під час виконання бойового завдання опинився під ракетним обстрілом і загинув.
Похований 23 лютого 2023 року в с. Червона Слобода Черкаського району.

## Нагороди
- орден «За мужність» III ступеня (24.05.2022) (посмертно) — за особисту мужність і самовіддані дії, виявлені у захисті державного суверенітету та територіальної цілісності України, вірність військовій присязі.[3]